# Macrino
Marco Opellio Macrino (in latino Marcus Opellius Macrīnus; Cesarea, 164 circa – Cappadocia, giugno 218) è stato un imperatore romano che governò per quattordici mesi, dall'aprile del 217 alla morte, il primo a provenire dalle file dell'ordine equestre.

## Biografia
Macrino nacque a Cesarea (odierna Cherchell, in Algeria), un importante centro della Mauretania, intorno al 164 circa, in una famiglia romanizzata d'origini miste puniche e berbere ed appartenente all'ordine equestre. Sotto l'imperatore Settimio Severo, da discepolo di Plauziano, divenne un importante funzionario ed in seguito, sotto il suo successore Caracalla, ricoprí la carica di prefetto del pretorio. Questa era la massima carica che un personaggio dell'ordine equestre potesse raggiungere a quei tempi.
Il prefetto del pretorio, infatti, era secondo in comando all'imperatore e responsabile per le uniche forze militari presenti nella città di Roma: i pretoriani, ovvero la guardia del corpo dell'imperatore. Nei primi anni del suo incarico ebbe certamente la fiducia di Caracalla, ma in seguito, poiché l'imperatore lo derideva completamente, cominciò a complottare contro di lui.
Nel 217 Caracalla si recò in oriente per preparare una campagna contro l'Impero partico. Macrino era al suo seguito con altri membri della guardia pretoriana. In aprile Caracalla si recò a visitare un tempio, presso il luogo di una precedente battaglia, accompagnato solo dalla sua guardia del corpo, Macrino compreso. Gli eventi non sono chiari, ma è certo che Caracalla fu ucciso a tradimento da un soldato, Marziale, in una pausa del viaggio. Al ritorno, l'11 aprile, non essendoci né discendenti diretti di Caracalla, né altri candidati più autorevoli, Macrino si proclamò imperatore, il primo ad ascendere al trono senza essere membro dell'Ordine Senatorio; come cesare e successore scelse il proprio figlio Diadumeniano.
I primi mesi di regno non furono però fortunati. Alla notizia della morte di Caracalla, i Parti invasero i territori romani che avevano perduto negli anni precedenti. Macrino decise allora di trattenersi in oriente, mentre lo scontento cominciava a manifestarsi a Roma.
Anche il rapporto con le legioni non era tranquillo, a causa di una riforma del sistema di pagamento che favoriva i veterani rispetto alle reclute. I membri restanti della famiglia imperiale dei Severi, di cui faceva parte Caracalla, ricevettero l'ordine di lasciare il palazzo imperiale e tornare nel luogo di origine della loro famiglia, a Emesa, in Siria: si trattava di Giulia Mesa, sorella di Giulia Domna madre di Caracalla, e le figlie Giulia Soemia Bassiana e Giulia Mamea.
Macrino tuttavia non riuscì a consolidare il suo trono, mentre le donne cominciarono a complottare in favore del figlio di Giulia Bassiana, Eliogabalo, spargendo la voce che si trattasse di un figlio naturale di Caracalla. La ribellione cominciò il 15 maggio; l'8 giugno del 218 le truppe di Macrino furono sconfitte nella battaglia di Antiochia dalle legioni del pretendente. Macrino cercò di organizzare la fuga e inviò il figlio Diadumeniano come ambasciatore alla corte partica mentre egli stesso si dirigeva a Roma per garantirsene l'appoggio. Catturato in Anatolia, presso la regione costiera della Cappadocia, dopo un tentativo di fuga, fu giustiziato come usurpatore, dopo aver saputo che il figlio Diadumeniano era stato ucciso a Zeugma dai Parti.

## Riferimenti culturali
Nel film Il gladiatore II, prodotto nel 2024, Denzel Washington interpreta il personaggio di “Macrinus”, liberamente ispirato alla figura storica. In un'intervista al Times, in cui Washington ha affrontato l'inesattezza storica dell'adattamento di Macrinus come uomo di colore nel film, Washington ha riconosciuto che il vero Macrinus non era nero.
La scelta di Washington ha suscitato polemiche e critiche in Algeria, dove molti hanno denunciato un “blackwashing” del personaggio storico berbero e hanno sostenuto che “Macrino non era di origine africana sub-sahariana. Questo revisionismo storico cancella le identità nordafricane per imporre una visione semplicistica e scorretta della storia”.